# Peñarroya-Pueblonuevo
Peñarroya-Pueblonuevo é um município da Espanha na província de Córdova, comunidade autónoma da Andaluzia. Tem 64,88 km² de área e em 2021 tinha 10 508 habitantes (densidade: 162 hab./km²).

## Demografia
| Variação demográfica do município entre 1991 e 2004 | Variação demográfica do município entre 1991 e 2004 | Variação demográfica do município entre 1991 e 2004 | Variação demográfica do município entre 1991 e 2004 |
| --------------------------------------------------- | --------------------------------------------------- | --------------------------------------------------- | --------------------------------------------------- |
| 1991                                                | 1996                                                | 2001                                                | 2004                                                |
| 14035                                               | 13844                                               | 12440                                               | 12351                                               |